# Марін Васілев

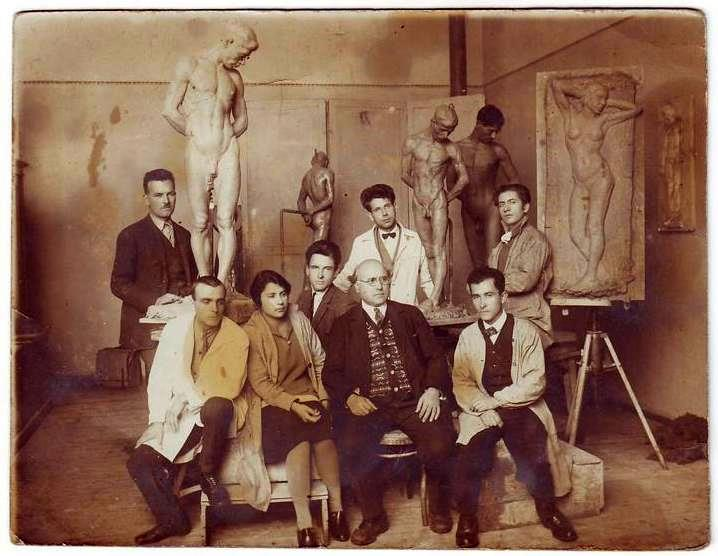
Професор М. Васілев (сидить в центрі) зі своїми учнями. 1928

Марін Васілев (болг. Марин Василев Сельовлев; нар. 27 серпня 1867, Шумен, Болгарія, Османська імперія — 14 грудня 1931, Софія, Болгарія) — видатний болгарський скульптор, педагог, професор.
Разом з Борисом Шацем і Жеко Спиридоновим вважається одним з трьох основоположників сучасної скульптури в Болгарії.

## Біографія
У 1886 закінчив педагогічне училище. У 1890 році — школу скульптури і обробки каменю в Хоржіце (Богемія). Повернувшись на батьківщину, став викладачем в Державній ремісничій школі в Софії.
З 1891 по 1894 року вивчав декоративно-монументальну скульптуру в Мюнхенській академії мистецтв. У 1894—1896 роках вивчав композицію в класі професора Йозефа Вацлава Мисльбека у празькому художньо-промисловому училищі.
Після повернення до Болгарії в 1899 році Марін Васілев почав викладати моделювання, скульптуру та обробку каменю в Промисловій школі мистецтв Софії (нині Національна художня академія), де з 1911 року був професором. Виховав ряд відомих болгарських скульпторів (Мара Георгієва, Петро Рамаданов, художник Нікола Петров та ін.).

## Творчість

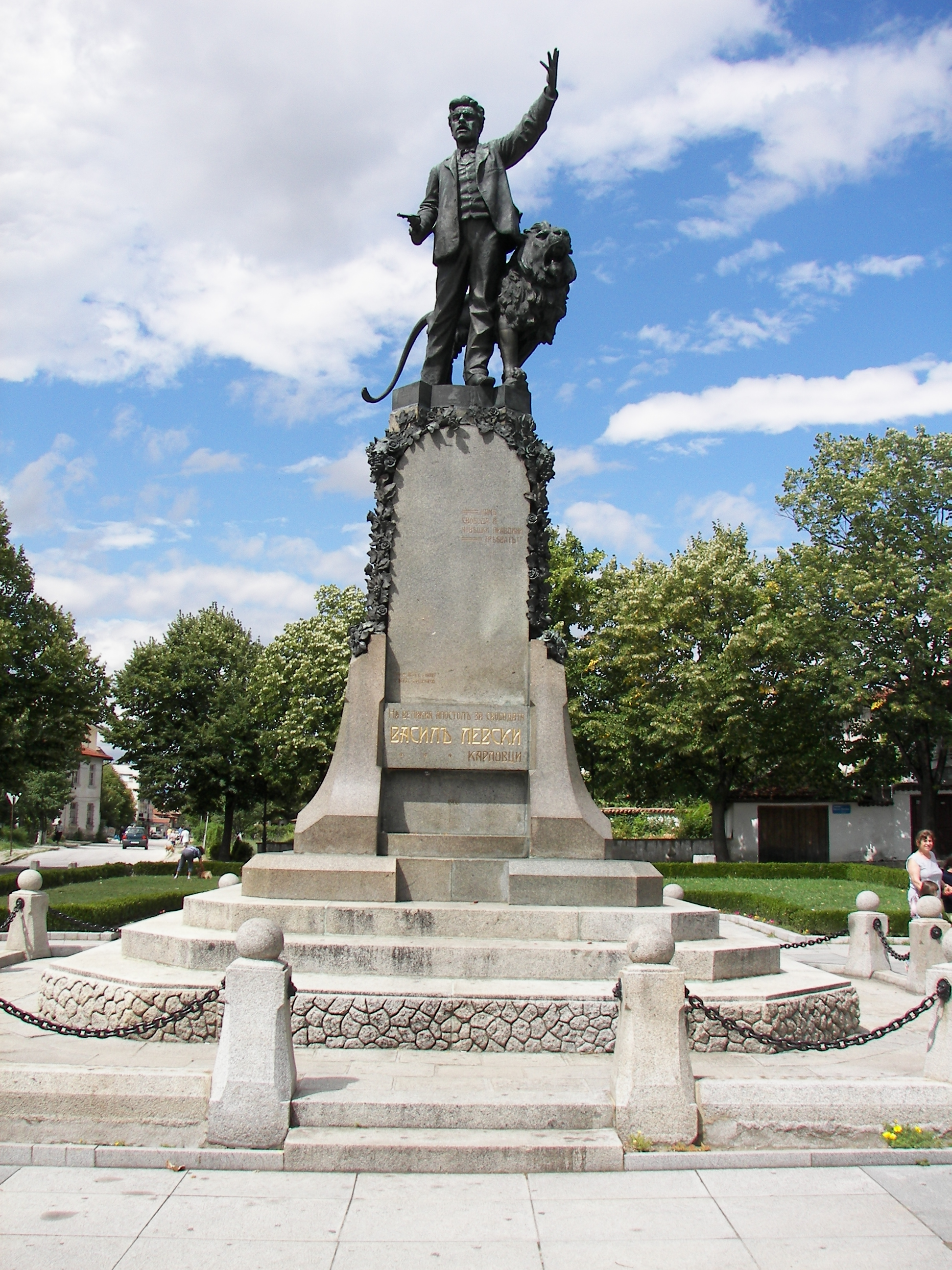
Пам'ятник Левськомуі (з левом) у Карлово, на батьківщині. Скульптор М. Васілев

Автор пам'ятників, скульптурних композицій і портретів. Його роботи прикрашають нині багато громадських споруд у Софії, в тому числі, Центральний військовий клуб (у співавт. з арх. Антоніном Коларом, 1897), Міністерство зовнішньої торгівлі (1912), Ощадну касу (1912), Софійський банк (нині Центральне управління банку, 1914) та ін.

## Вибрані роботи
- Пам'ятник Васілу Левському в Карлово (1902),
- Пам'ятник Христо Данова (1909—1911),
- Пам'ятник Івана Шишманова (1920),
- Пам'ятник загиблим за свободу Болгарії

Роботи Маріна Васілева
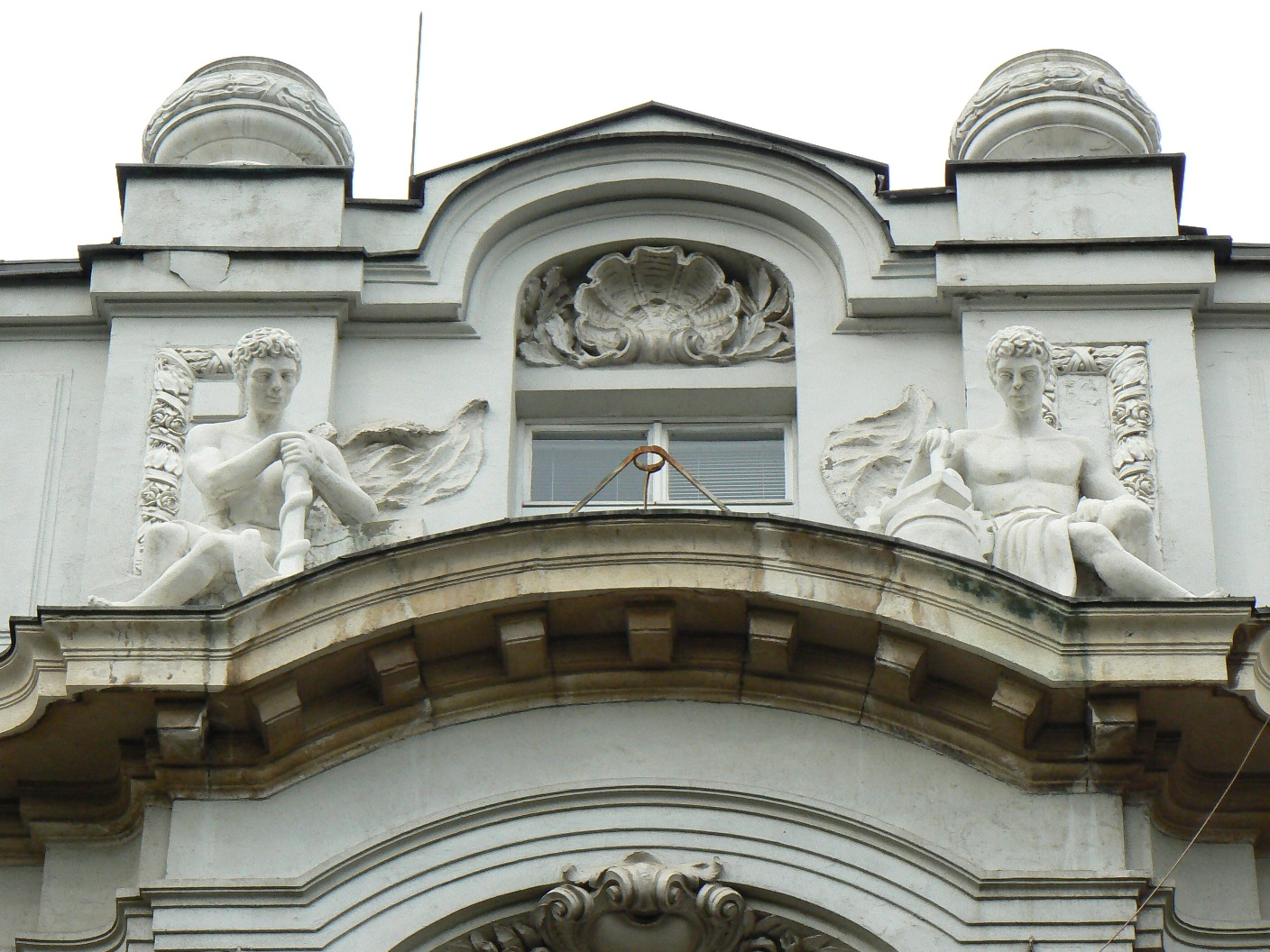
Скульптури на будівлі Софійського банку
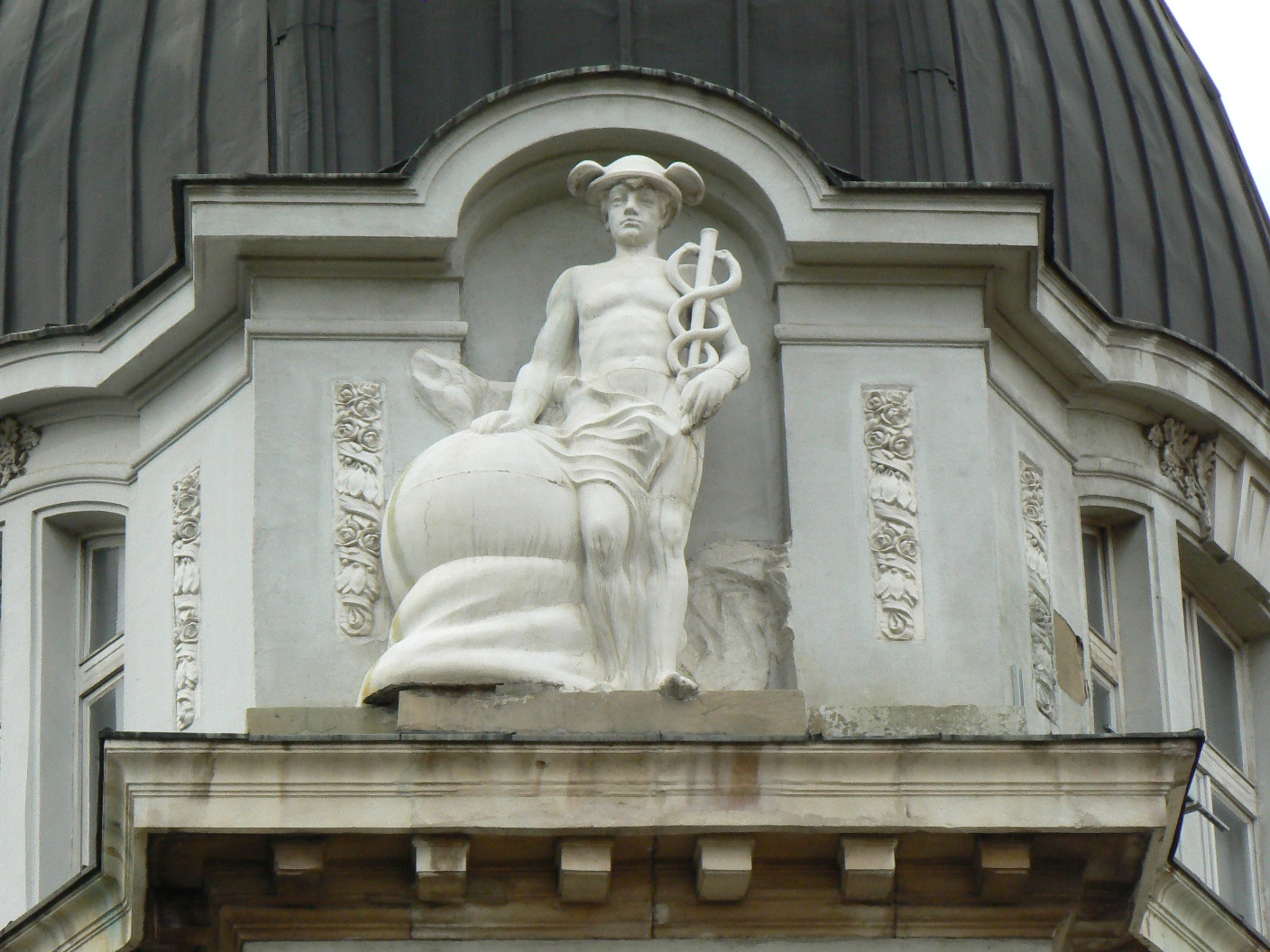
Гермес, орнамент на будівлі Софійського банку
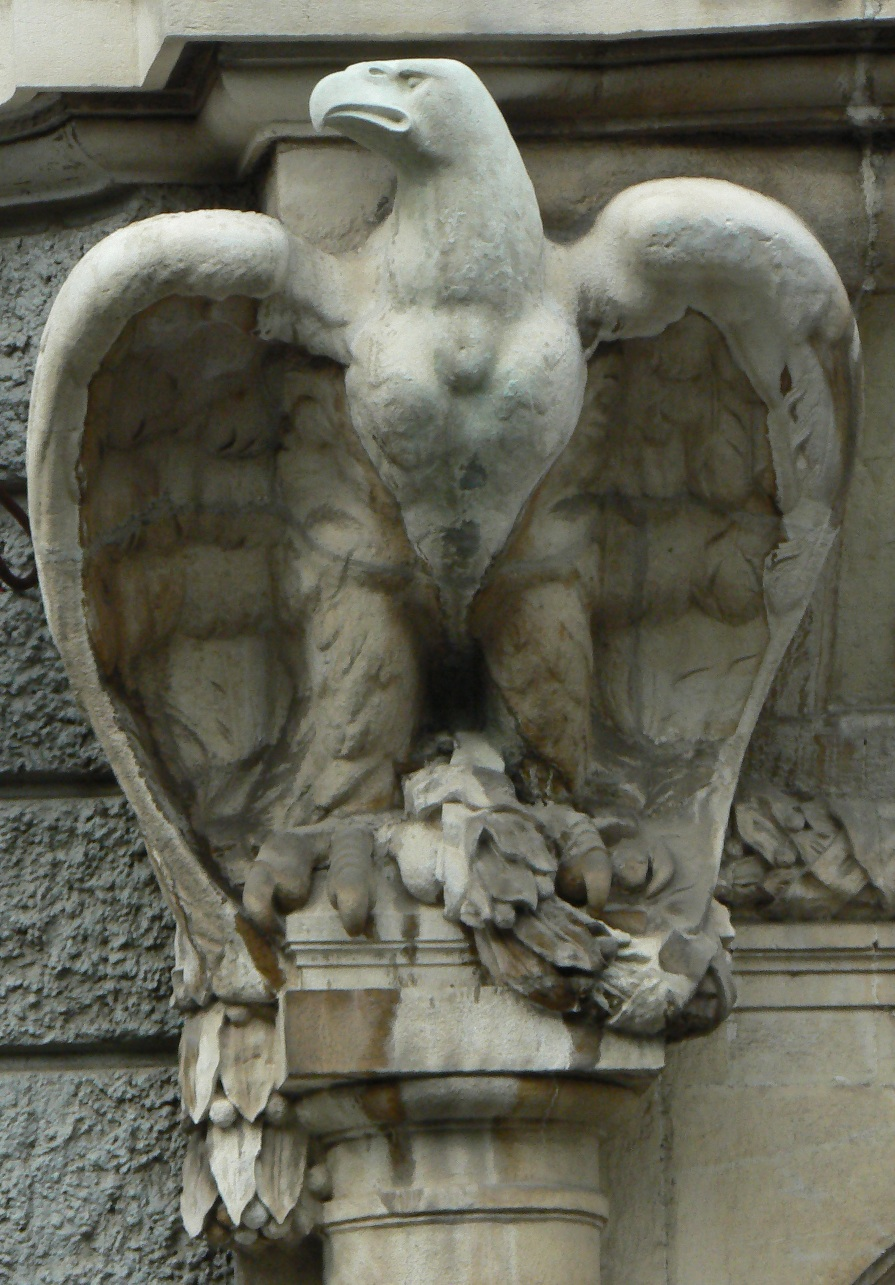
Орел, орнамент над входом в Софійський банк
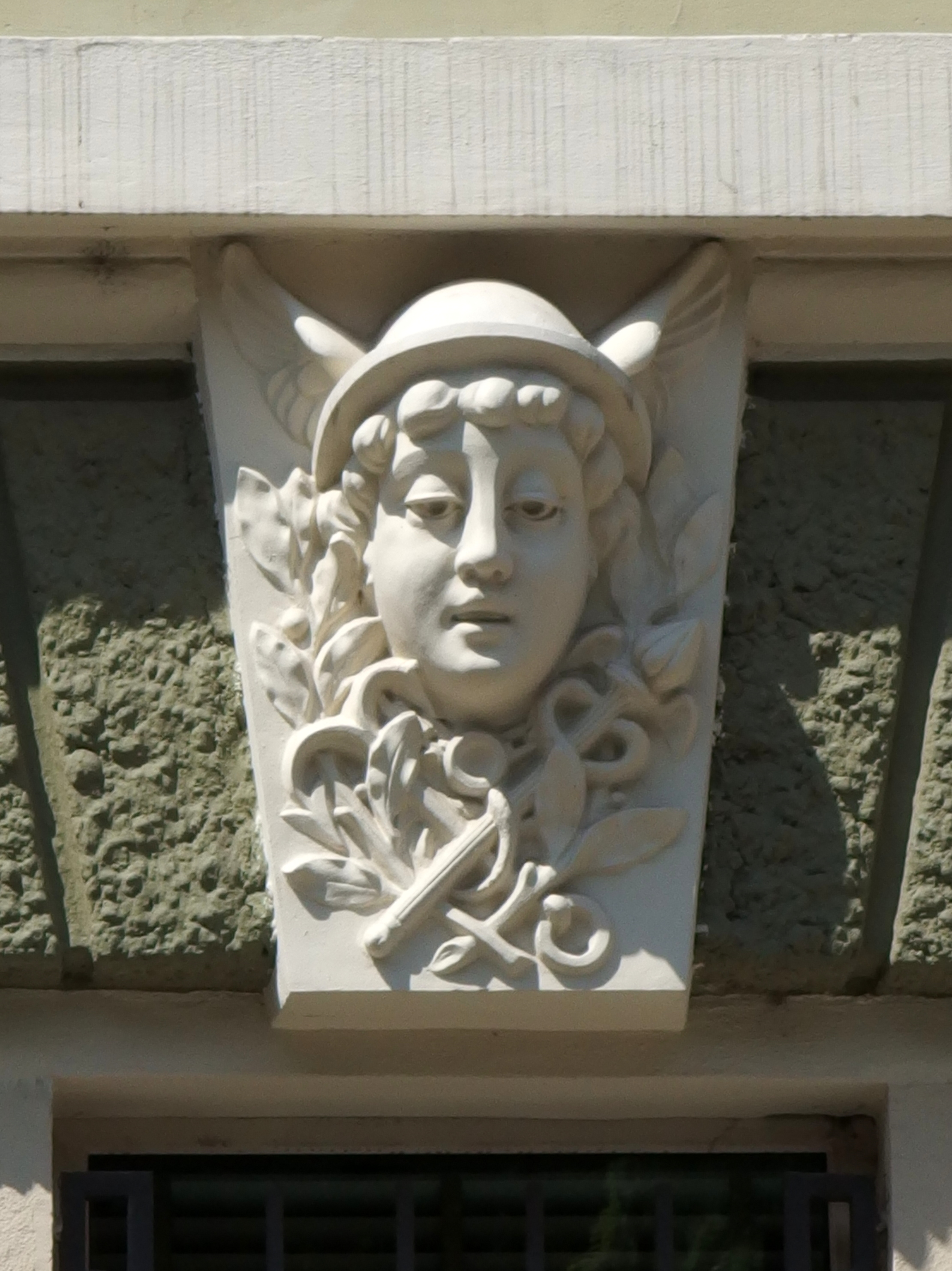
Маскарон на будівлі Софійського банку
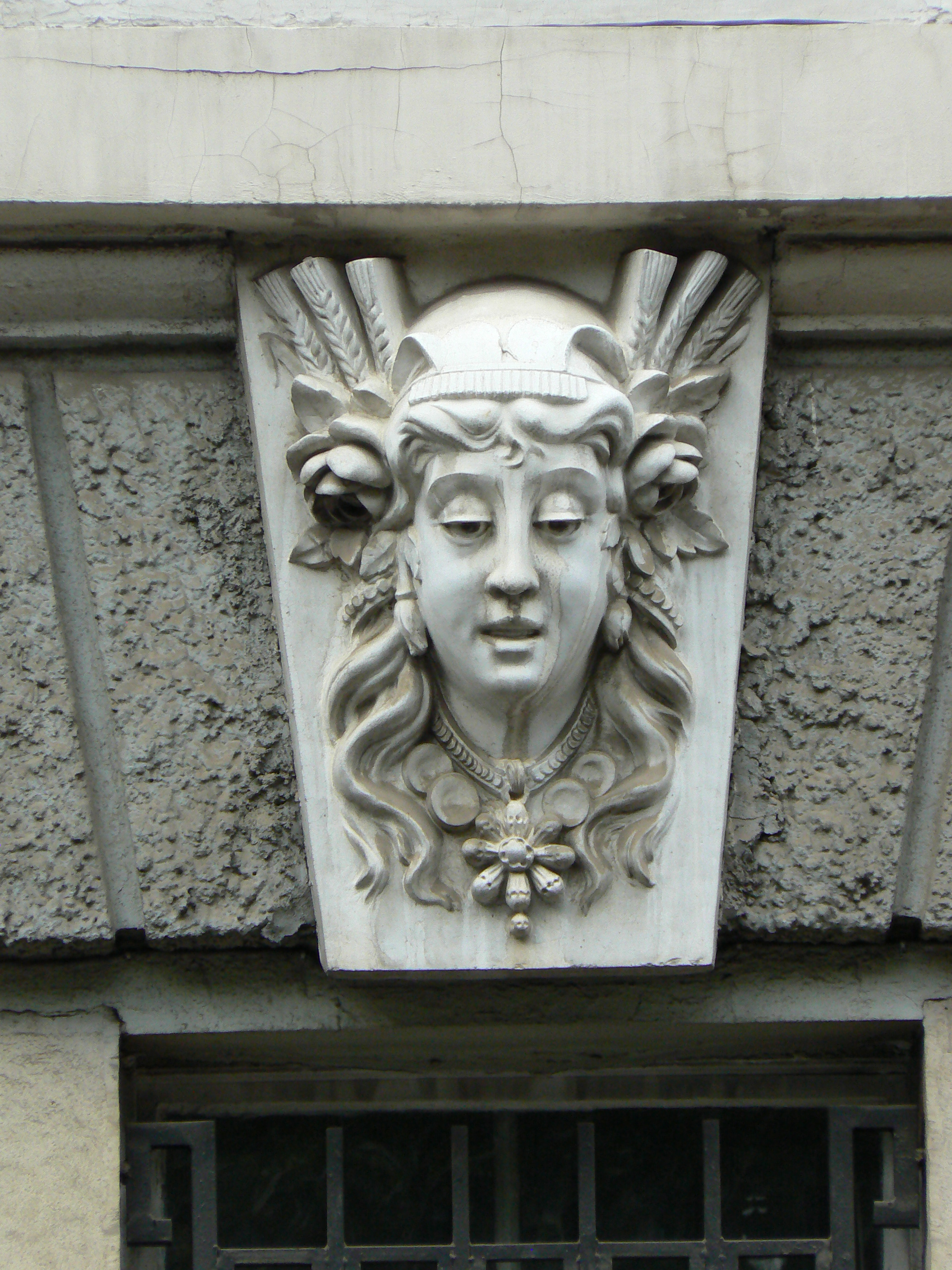
Маскарон на будівлі Софійського банку
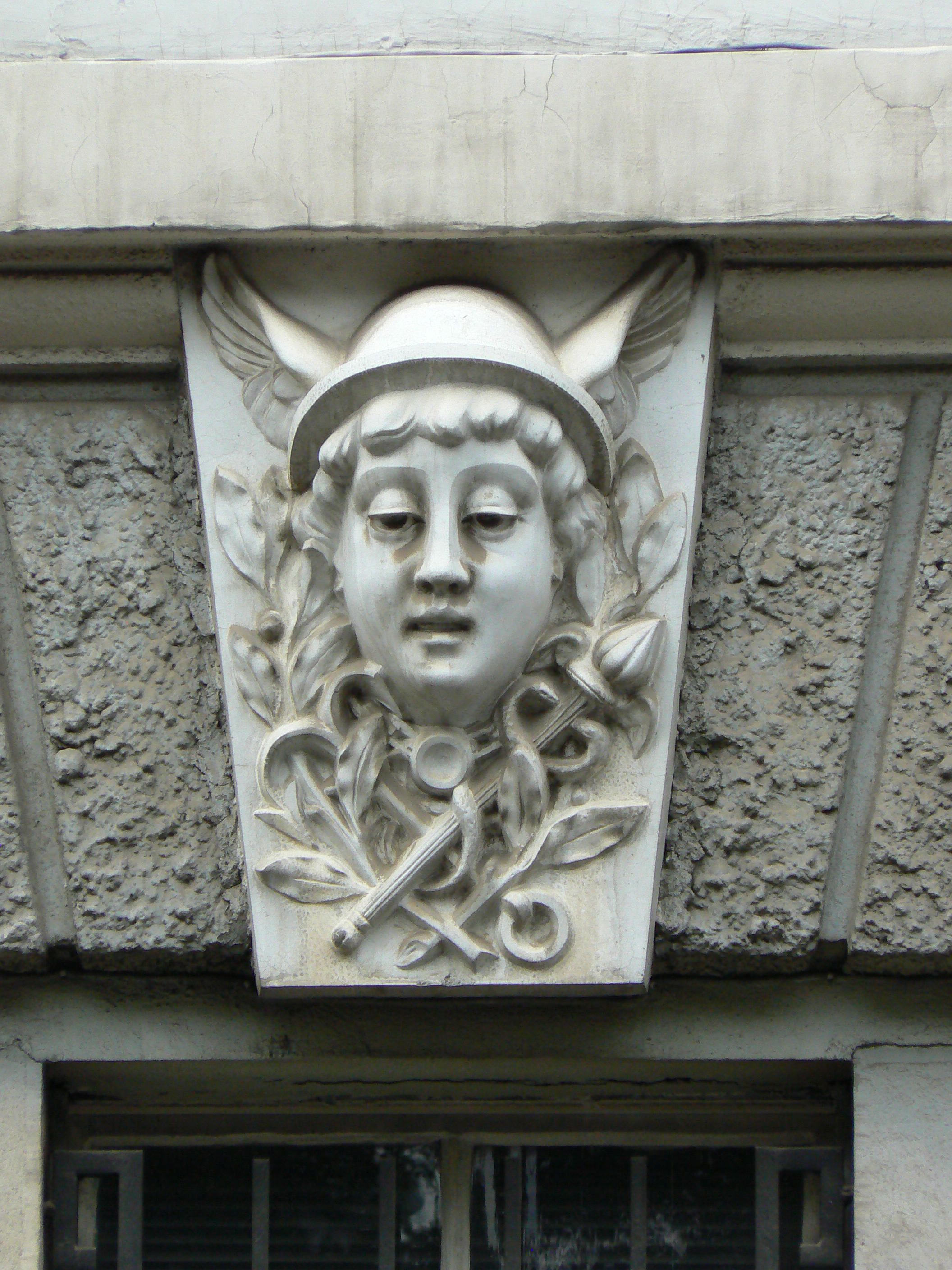
Маскарон на будівлі Софійського банку